# Wyspa Lisianskiego
Wyspa Lisianskiego (ang. Lisianski Island, haw. Kapou, także Papa‘āpoho) – wyspa koralowa leżąca w archipelagu Hawajów, w grupie Północno-Zachodnich Wysp Hawajskich. Administracyjnie należy do stanu Hawaje w Stanach Zjednoczonych. Jest bezludna.

## Geografia

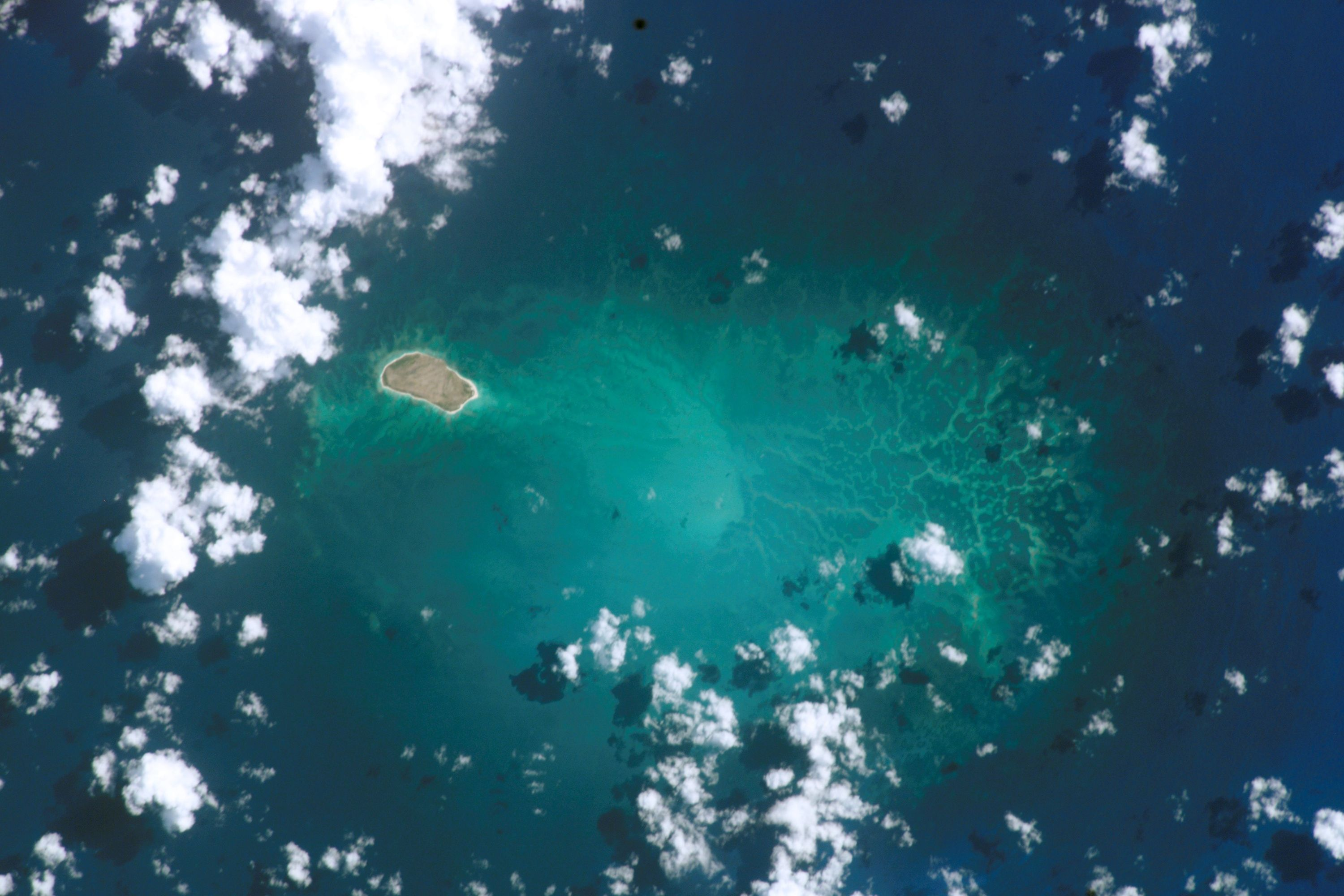
Zdjęcie satelitarne wyspy i przyległych raf Neva Shoals

Wyspa Lisianskiego to wzniesiona wyspa koralowa o powierzchni 1,6 km², trzecia co do wielkości w łańcuchu Północno-Zachodnich Wysp Hawajskich. Otacza ją rozległa platforma rafy koralowej nazwana Neva Shoal, o powierzchni 1174 km². Wyspa ma 1,9 km długości, w jej wnętrzu znajduje się pierścień wzniesień sięgających ok. 12 m n.p.m., otaczający centralne zagłębienie (chociaż w odróżnieniu od wyspy Laysan nie ma tam jeziora). Rafy rozciągają się dalej po południowej stronie wyspy niż po północnej.

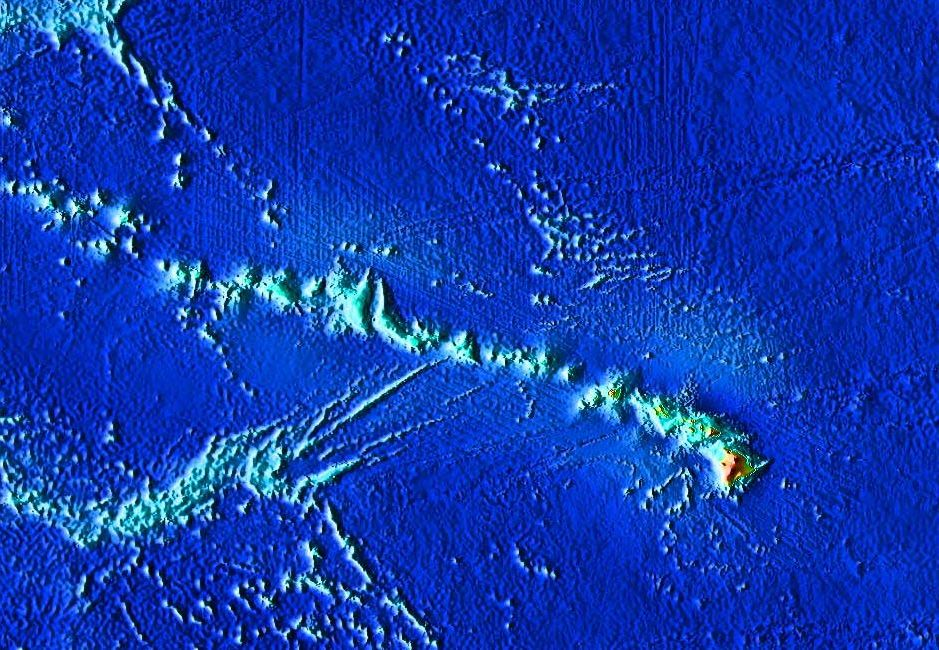
Grzbiet Hawajski: mapa ukształtowania dna morskiego

Koralowce, których szkielety utworzyły wyspę, narosły na szczycie dawnego wulkanu tarczowego, który wygasł i uległ erozji. Datowanie metodą potasowo-argonową pozwoliło stwierdzić, że wulkan był aktywny 23,4 miliona lat temu (późny oligocen). Siły geologiczne wydźwignęły platformę koralową ponad poziom morza około 20 milionów lat temu.
Wyspa Lisianskiego jest objęta ochroną prawną jako część Papahānaumokuākea Marine National Monument.

## Historia
Nie ma archeologicznych świadectw bytności ludzi na Wyspie Lisianskiego, ale w tradycji ustnej zachowały się opowieści świadczące, że rdzenni Hawajczycy wiedzieli o istnieniu Północno-Zachodnich Wysp Hawajskich. Kulturowo były one uznawane za krainy przodków, nieprzeznaczone dla żyjących. Badacze kultury hawajskiej powiązali Wyspę Lisianskiego z nazwą Kapou, oznaczającą „słup”, „filar”, „kolumnę”; rdzeń pou wiąże się z określeniami he‘e-ua, „zroszony deszczem” lub he‘e-lani „obmyty przez niebo”. Wyrażenie to może oznaczać filar podtrzymujący niebo i sprowadzający chmury deszczowe lub nawiązywać do tęczy sięgającej chmur. Późniejsza hawajska nazwa Papa‘āpoho oznacza po prostu „płaski obszar z zagłębieniem”, co opisuje ukształtowanie wyspy.
Spośród Europejczyków pierwszy dotarł do tej wyspy rosyjski żeglarz Jurij Lisianski, którego statek „Newa” 15 października 1805 roku osiadł na tutejszych rafach. Dopiero po wyrzuceniu dział i innych ciężarów statek znów znalazł się na wodzie, ale nagły szkwał ponownie zepchnął go na rafę. Marynarze musieli pozbyć się kotwic, lin i innych ciężkich obiektów, zanim wydostali się z pułapki; szczęśliwie następnego dnia pogoda pozwoliła im je odzyskać. Kapitan Lisianski nazwał rafy imieniem swojego statku, a o wyspie zapisał, że „nie obiecuje podróżnikowi nic oprócz pewnego niebezpieczeństwa”. Później także inne jednostki rozbiły się na tutejszych rafach, a statek ratujący rozbitków w 1844 roku przywiózł na nią myszy, które wraz z później sprowadzonymi królikami zdewastowały przyrodę wyspy. Wyspa została włączona do Królestwa Hawajów 10 maja 1857 roku przez króla Kamehameha IV. Królestwo w 1890 wydzierżawiło ją firmie zajmującej się wydobyciem guana. Co najmniej od 1904 roku japońscy kłusownicy zabijali gniazdujące tam ptaki, aby pozyskać ich pióra. W 1909 Stany Zjednoczone objęły ptaki ochroną, a wyspa stała się częścią Hawaiian Islands Bird Reservation. W 1910 kłusownicy zostali aresztowani, skonfiskowano przy tym 1,4 tony piór z ponad 140 tysięcy zabitych ptaków.

## Przyroda

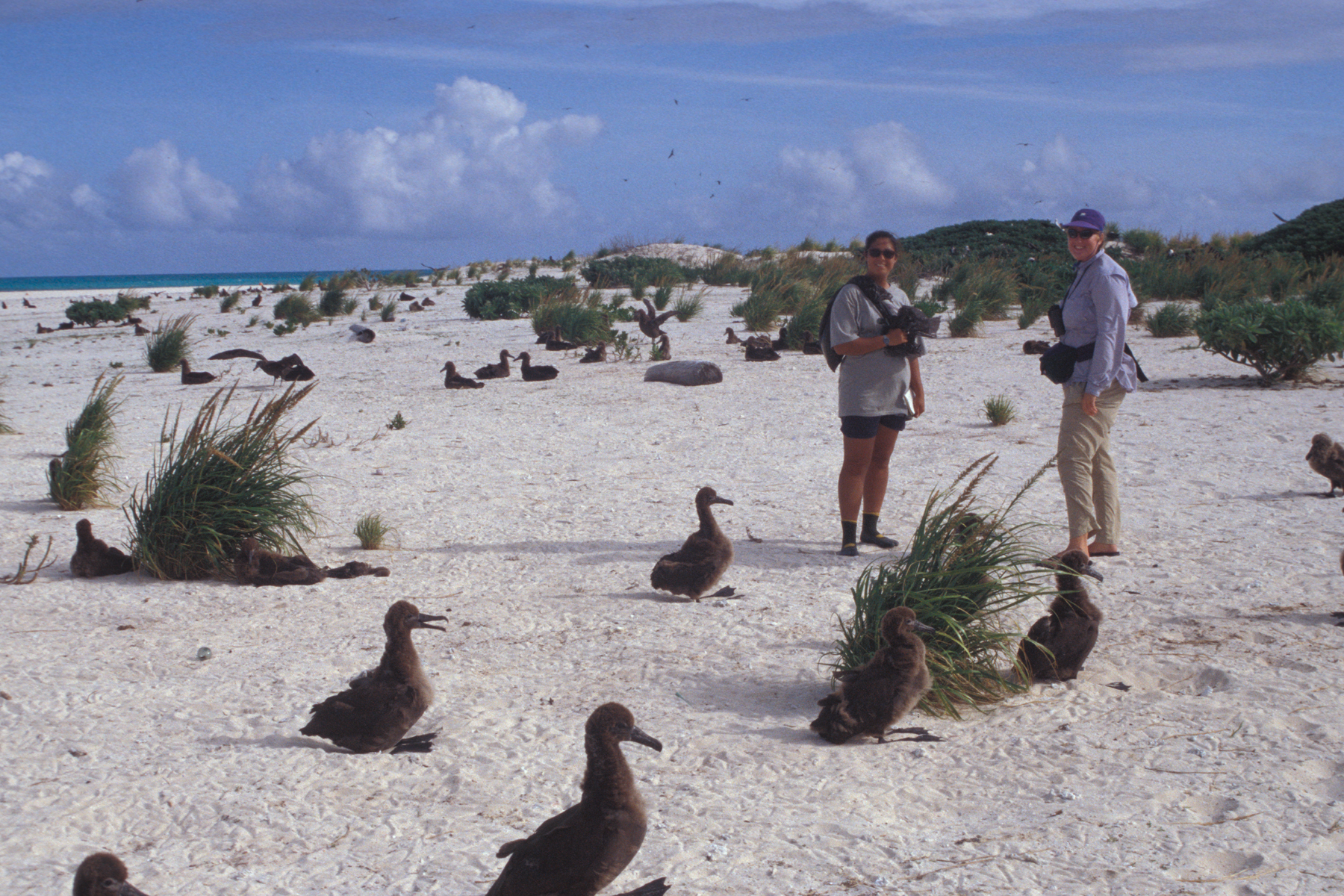
Pisklęta albatrosa czarnonogiego i badacze na plaży wyspy

Wody wokół Wyspy Lisianskiego są miejscem życia 124 gatunków ryb rafowych, z czego 58% to gatunki endemiczne dla Hawajów. Drapieżniki takie jak rekiny rafowe i karanks żółtopłetwy są bardzo agresywne, także wobec nurków. Występują tu 24 gatunki korali; rafy wokół wyspy i Neva Shoals są nazywane „ogrodami koralowymi”, ze względu na bogactwo form koralowców. Blisko wyspy spotyka się dużą różnorodność alg, która może być związana z użyźnianiem wód przez guano spłukiwane do oceanu. Na plażach Wyspy Lisianskiego często spotykane są żółwie zielone i mniszki hawajskie.
Środowisko wyspy zostało poważnie zaburzone przez wpływ człowieka. Według raportów z XIX wieku roku Wyspa Lisianskiego była pierwotnie porośnięta niskimi krzewami (zapewne scewolą) i żyło na niej wiele ptaków, w tym endemiczny gatunek kaczki, krzyżówka białooka. Jednak w 1844 roku zostały tu zawleczone myszy domowe, od 1890 eksploatowano guano, w 1903 introdukowane zostały króliki, a od 1904 kłusownicy prowadzili rzeź ptaków. W 1915 roku wyspę odwiedził przyrodnik, który opisał ją jako „ponurą i spustoszoną”, niemal pozbawioną roślinności. Kiedy w 1923 roku do wyspy dotarł USS Tanager, króliki zdążyły wymrzeć z głodu, a roślinność zaczęła się odradzać.
Obecnie nie żyją tu żadne endemiczne rośliny ani ptaki lądowe, ale występuje endemiczna ćma Helicoverpa minuta i podgatunek pluskwiaka, Nysius fullawayi flavus. Jest to też jedyne miejsce w archipelagu hawajskim, gdzie rosną drzewa Pisonia grandis. Na wyspie gnieżdżą się liczne ptaki morskie, w tym prawie 3/4 petreli bonińskich gniazdujących na Hawajach. W niektórych latach ponad milion rybitw czarnogrzbietych odwiedza Wyspę Lisianskiego. Na wybrzeżach spotyka się ptaki migrujące, takie jak siewka złotawa, brodziec alaskański i kulik alaskański.